# Carlo Tucci
Carlo Tucci (Palermo, 12 giugno 1888 – Palermo, 3 agosto 1968) è stato un generale italiano, veterano della prima guerra mondiale al cui termine comandò alcuni battaglioni di fanteria. Transitato in servizio nel Corpo di Stato maggiore, dopo lo scoppio della seconda guerra mondiale fu addetto militare presso l'Ambasciata d'Italia a Parigi, dove rimase fino al 10 giugno 1940. Nel secondo conflitto mondiale fu comandante della 18ª Divisione fanteria "Messina" e Capo di stato maggiore del comando superiore FF.AA. Albania a Tirana. Insignito della croce di cavaliere dell'Ordine militare di Savoia.

## Biografia
Nacque a Palermo il 12 giugno 1888. Nel 1907 entrò giovanissimo nella Regia Accademia Militare di Fanteria e Cavalleria di Modena, uscendone con il grado di sottotenente assegnato all'arma di fanteria il 26 settembre 1912. Partecipò alla prima guerra mondiale, combattendo in forza al 149º Reggimento fanteria "Trapani", e raggiungendo il grado da maggiore nel 1918.
Nominato tenente colonnello nel 1926 fu destinato dapprima all'85º Reggimento fanteria e poi, dal 1º ottobre 1927, allo stato maggiore. Dal seguente 20 marzo 1928 fu trasferito in servizio presso il Comando militare della Sicilia. In seguito divenne capo di SM della divisione Granatieri di Sardegna a Roma.
Indossato il grado di colonnello l'11 marzo 1935, comandò prima il 128º Reggimento fanteria "Firenze", sino al 30 giugno 1936 per poi passare al comando del 70º Reggimento fanteria "Ancona", sino al 23 aprile 1937.
Quindi, dal 26 luglio dello stesso anno, ripassò in servizio presso il comando del Corpo di Stato maggiore a Roma, ottenendo il 16 marzo 1939 la Croce di Cavaliere dell'Ordine dei Santi Maurizio e Lazzaro.
Dal 15 dicembre 1939, sempre appartenendo allo Stato maggiore, fu inviato a Parigi quale addetto militare all'Ambasciata italiana in Francia, sostituendo il generale di divisione Sebastiano Visconti Prasca, rimanendo in loco sino al 10 giugno 1940, nei momenti più cruciali dell'inizio della guerra, sino all'apertura delle ostilità tra il Regno d'Italia e gli Alleati.
Con l'ingresso dell'Italia in guerra fu promosso generale di brigata dal 1° del mese di luglio ed assegnato al Ministero della guerra, per incarichi speciali.
Dal 22 aprile 1941 sostituì il generale Francesco Zani al comando della 18ª Divisione fanteria "Messina" a Cattaro, in Montenegro; dal 24 ottobre seguente, conservando il suo comando, venne nominato Aiutante di campo generale onorario del Re Vittorio Emanuele III.
L'8 febbraio 1942, verso le ore 18,50, recandosi da Cattaro a Bari, per una breve licenza da passare in famiglia, rimarrà vittima di un naufragio a 7-8 miglia da Bari, avendo il piroscafo passeggeri Duino, che lo trasportava, urtato una mina. In questa occasione rimase tre giorni in mare su una zattera, venendo poi salvato dal dragamine R.D. 22. Nel naufragio morirono 173 persone e oltre a lui se ne salvarono soltanto 43.
Dal 30 settembre 1942, promosso generale di divisione (anzianità 19 ottobre), lasciò il comando della "Messina" per assumere la carica di Capo di stato maggiore del comando superiore FF.AA. Albania a Tirana (poi 9ª Armata, per espresso volere del comandante, generale Lorenzo Dalmazzo), per mutuo cambio col generale Guglielmo Spicacci.
Il 9 giugno 1943 fu insignito della Croce di Cavaliere dell'Ordine militare di Savoia.
Con la promulgazione dell'armistizio dell'8 settembre 1943, il giorno successivo fu catturato dai tedeschi  e condotto nel campo di concentramento 64/Z di Shokken prima e in quello di Thorn poi, in Polonia, ma nel dicembre 1943 aderì alla Repubblica Sociale Italiana e rimpatriò. Fu per questo radiato dai ruoli dell'esercito nel dicembre 1945.

### Fonti
1. 1 2 3 4 5  Generals.
2. 1 2 3  Pettibone 2010, p. 74.
3. ↑  Pettibone 2010, p. 110.
4. 1 2 3  Con la pella appesa ad un chiodo.
5. ↑   Tucci Carlo, Cavaliere Ordine Militare d'Italia, su Il sito ufficiale della Presidenza della Repubblica, http://www.quirinale.it/. URL consultato il 19 febbraio 2012.
6. ↑  Gazzetta Ufficiale del Regno d'Italia n.257 del 2 novembre 1940, pag.11.